# Astàkhov
Astàkhov (en rus: Астахов) és un poble (un khútor) de l'óblast de Rostov, a Rússia, que en el cens del 2010 tenia 111 habitants, pertany al municipi de Bokóvskaia.